# Ísak Bergmann Jóhannesson
Ísak Bergmann Jóhannesson (Sutton Coldfield, Inglaterra, 23 de marzo de 2003) es un futbolista islandés. Juega de centrocampista y su equipo es el F. C. Colonia de la 1. Bundesliga.

## Selección nacional
Internacional con Islandia en categorías inferiores, el 18 de noviembre de 2020 debutó con la selección absoluta en un partido de la Liga de Naciones de la UEFA 2020-21 ante Inglaterra que perdieron por 4-0.

## Estadísticas
Actualizado al último partido disputado el 18 de mayo de 2025.
| Club                          | Div.          | Temporada     | Liga  | Liga  | Copas nacionales | Copas nacionales | Copas internacionales | Copas internacionales | Total | Total |
| Club                          | Div.          | Temporada     | Part. | Goles | Part.            | Goles            | Part.                 | Goles                 | Part. | Goles |
| ----------------------------- | ------------- | ------------- | ----- | ----- | ---------------- | ---------------- | --------------------- | --------------------- | ----- | ----- |
| ÍA Islandia                   | 2.ª           | 2018          | 1     | 0     | 0                | 0                | —                     | —                     | 1     | 0     |
| ÍA Islandia                   | Total club    | Total club    | 1     | 0     | 0                | 0                | 0                     | 0                     | 1     | 0     |
| IFK Norrköping · Suecia       | 1.ª           | 2019          | 1     | 0     | 1                | 1                | —                     | —                     | 2     | 1     |
| IFK Norrköping · Suecia       | 1.ª           | 2020          | 28    | 3     | 2                | 0                | —                     | —                     | 30    | 3     |
| IFK Norrköping · Suecia       | 1.ª           | 2021          | 15    | 2     | 4                | 1                | —                     | —                     | 19    | 3     |
| IFK Norrköping · Suecia       | Total club    | Total club    | 44    | 5     | 7                | 2                | 0                     | 0                     | 51    | 7     |
| F. C. Copenhague Dinamarca    | 1.ª           | 2021-22       | 16    | 4     | 1                | 0                | 8                     | 2                     | 25    | 6     |
| F. C. Copenhague Dinamarca    | 1.ª           | 2022-23       | 22    | 1     | 4                | 0                | 6                     | 0                     | 32    | 1     |
| F. C. Copenhague Dinamarca    | 1.ª           | 2023-24       | 2     | 0     | ―                | ―                | 1                     | 0                     | 3     | 0     |
| F. C. Copenhague Dinamarca    | Total club    | Total club    | 40    | 5     | 5                | 0                | 15                    | 2                     | 60    | 7     |
| Fortuna Düsseldorf · Alemania | 2.ª           | 2023-24       | 31    | 4     | 5                | 3                | ―                     | ―                     | 36    | 7     |
| Fortuna Düsseldorf · Alemania | 2.ª           | 2024-25       | 32    | 11    | 1                | 0                | ―                     | ―                     | 33    | 11    |
| Fortuna Düsseldorf · Alemania | Total club    | Total club    | 63    | 15    | 6                | 3                | 0                     | 0                     | 69    | 18    |
| F. C. Colonia · Alemania      | 1.ª           | 2025-26       | 0     | 0     | 0                | 0                | ―                     | ―                     | 0     | 0     |
| F. C. Colonia · Alemania      | Total club    | Total club    | 0     | 0     | 0                | 0                | 0                     | 0                     | 0     | 0     |
| Total carrera                 | Total carrera | Total carrera | 148   | 25    | 18               | 5                | 15                    | 2                     | 181   | 32    |
| 1. 2.                         |               |               |       |       |                  |                  |                       |                       |       |       |

## Palmarés

### Títulos nacionales
| Título                 | Club             | País      | Año  |
| ---------------------- | ---------------- | --------- | ---- |
| Superliga de Dinamarca | F. C. Copenhague | Dinamarca | 2022 |
| Copa de Dinamarca      | F. C. Copenhague | Dinamarca | 2023 |
| Superliga de Dinamarca | F. C. Copenhague | Dinamarca | 2023 |

## Vida personal
Ísak es hijo de Joey Guðjónsson, exfutbolista que fue internacional islandés.